# Gaozhaizi (ort i Kina, Shaanxi, lat 32,85, long 106,33)
Gaozhaizi är en ort i Kina. Den ligger i provinsen Shaanxi, i den nordvästra delen av landet, omkring 290 kilometer sydväst om provinshuvudstaden Xi'an. Antalet invånare är 18 395. Befolkningen består av 9 173 kvinnor och 9 222 män. Barn under 15 år utgör 15,0 %, vuxna 15-64 år 74 %, och äldre över 65 år 9,0 %.
Runt Gaozhaizi är det ganska tätbefolkat, med 144 invånare per kvadratkilometer. Gaozhaizi är det största samhället i trakten. I omgivningarna runt Gaozhaizi växer i huvudsak blandskog.
Genomsnittlig årsnederbörd är 1 170 millimeter. Den regnigaste månaden är juli, med i genomsnitt 268 mm nederbörd, och den torraste är december, med 2 mm nederbörd.